# 全球语言体系
根据荷兰学者亚伯拉姆·德·斯瓦安（荷兰语：Abram de Swaan）建立在广泛的使用者的社会作用的基础上的社会学的语言分类，他认为全球的语言体系（Global language system）有以下类别：
- 边缘语言（Peripheral languages）：没人认为值得学习的语言，除非是为了改善自身的交流能力；
- 中心语言（Central languages）：有广泛使用人群的语言；
- 超中心语言（Supercentral languages）：有极广泛使用人群的语言，扮演了连接中心语言使用者的角色；据斯瓦安的定义，此类的语言有12种，包括：阿拉伯语、汉语、英语、法语、德语、印地语、日语、马来语、葡萄牙语、俄语、西班牙语和斯瓦希里语[2]；
- 极中心语言（Hypercentral languages）：连接超中心语言；斯瓦安选择英语作为唯一的极中心语言。